# Philippe Thibault
Philippe Thibault, nacido en 1572 a Brain-sur-Allonnes (Francia) y fallecido el 24 de enero de 1638, fue un sacerdote carmelita francés, cabeza de la reforma de Touraine y representante de la escuela francesa de espiritualidad.

## Biografía

### Los años de formación

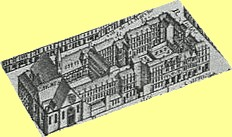
El convento en el lugar de Maubert.

Philippe Thibault nació en 1572 a Brain-sobre-Allonnes, cerca de Saumur (Francia). A la edad de ocho años, sus parientes, poco afortunados, lo confían a los padres carmelitas de Angers, en los cuales hará profesión, el 7 de octubre de 1582. Poco tiempo después, fue enviado estudiar la filosofía y la teología en París, al famoso Carmel del lugar Maubert. También descubre los salones devotos de la capital, en el momento en que las directrices del concilio de Trento están siendo introducidas en Francia. Ordenado sacerdote hacia 1597, vuelve, un año más tarde, al convento de Angers, y permanecerá hasta mayo de 1598. Resulta que el amigo de Pierre Behourt, prior de la comunidad, que intentaba, desde 1588, de reformar la provincia carmelita de Touraine. Sobre los consejos de André Duval, pasa luego un año a profundizar la teología en la universidad de Pont-a-Mousson, dirigida por la Compañía de Jésus, antes de encontrar el lugar, Maubert, donde reside nuevamente, de 1599 a 1607.
Enfocado espiritualmente por Dom Beaucousin, un fraile cartujo, fue recibido en el círculo de la Señora Acarie, y amigo de Bérulle, de Philippe Cospéan y del Padre Coton, confesor de Enrique IV. Frecuentemente igualmente la abadía de las Feuillants, calle Santo-Honrado, para encontrar Sin de Santa-Catherine. A los lados de estos campeones de la Contrarreforma, Philippe se inicia a las nuevas corrientes ascétiques y místicas, particularmente a la práctica de la oración metódica. De su lado, sus amigos ven en el un lucido el hombre provincial, destinado a salvar a los carmelitas de la decadencia. Sin embargo, Philippe vacila todavía: no cree en una reforma análoga a aquella de Behourt, que se alegraría de poner ubica los antiguos usos de la estricta observancia, sin pausar a las fuentes vivas de la renovación espiritual. Sueña incluso a cambiar de Orden y va hasta intentar pasos cerca de los Cartujos y de los carmelitas descalzos, pero todos se oponen al final de no recibirlo. Él entonces en el Jubileo del año 1600 para devolverse en Roma, donde el Superior general y el cardenal protector de la Orden le dejan sentir que cuentan sobre le para reformar los Grandes carmes franceses. A partir de ahora sabe este que tiene que hacer, aunque, una vez regresado a París, retoma sus estudios y su predicación.

### Los años de reforma

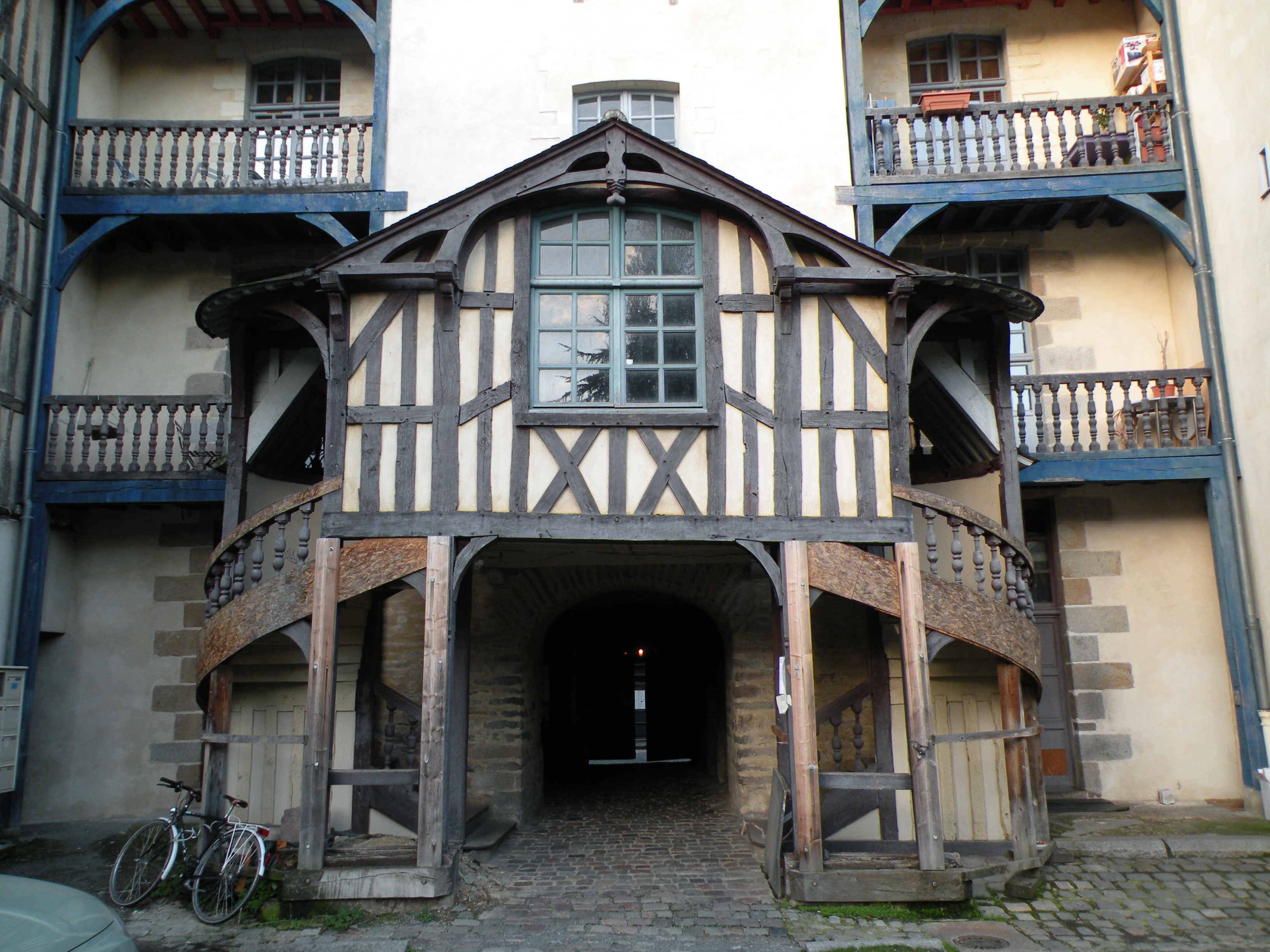
Rennes, gran casa de los carmeitas.

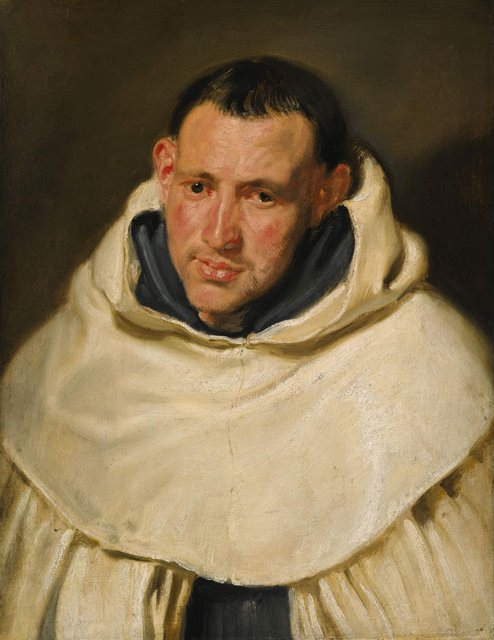
Un carmlita del XVII (por Antoine Van Dyck)

En 1604, no obstante, durante una visita del general, Henri Sylvius, que deseaba hacer del convento de la capital el centro de la reforma, está nombrado sacristain. Excelente administrador, suprime los abusos y restaura la pobreza colectiva. Resultado más tarde régent de filosofía, se emplea a familiarizar a la idea de reforma un cénacle de jóvenes religiosos. Guiado por su intuición, acoge Jean de Santo-Samson, con el proyecto de proponer este hermano convers ciego como maestro espiritual del nuevo movimiento. Bastante rápidamente, sin embargo, comprende que él será imposible de realizar, lugar Maubert, su ideal, al momento mismo donde Behourt pide el envío de dos jóvenes religiosos parisienses, tanto pena a restablecer en Rennes la austeridad primitive. Bien más, el prior bretón invita Philippe a venir predicar la Cuaresma de 1608. Acogido chaleureusement por la comunidad, éste acepta de fijarse a Rennes, como bajo-prior y maestro de los novatos, antes de resultar prior, el 30 de julio de 1608. Esta vez, la Reforma de Touraine ha comenzado verdad, que consistirá esencialmente en un regreso a las prioridades contemplatives del Carmel, pero revivifié por formas nuevas de spiritualidad.
Llevar a bien este objetivo no va  sin dificultades, pero Philippe dispone múltiples bazas : su personalidad equilibrada lo dispone a un gobierno a la vez exigente, realista y conciliando; los profès que siente dirigir son de los confrères bien conocidos o de ancianos #alumno parisienses; sus talentos diplomáticos él han permitido interesar a su proyecto los superiores del orden; su recorrido intelectual culmine con una licencia en teología, obtenida a Sorbona el 26 de enero de 1610, que lo devuelve a partir de ahora elegible para las más elevadas responsabilidades en su provincia. Así es como está nombrado définiteur al capítulo provincial mantenido a Hennebont, el 29 de abril de 1611. Él en profite para promulgar la Declaratio pro observantia, primer acto de reconocimiento de la reforma por la provincia. En noviembre de 1612, publica una versión provisional de las futuras constituciones, bajo el título de Reglas y estatus conventuels de los Carmes de Rennes. Mientras que, bajo su impulso, la reforma se impone a Dol y a Loudun, así como a la fundación del convento de Chalain, corrige las Reglas, antes de hacer aparecer, en 1615, las Directoire spirituel ou Conduite intérieure du Noviciat de l'Observance, el cual se verá ratificado por las autoridades romanas en diciembre de la mismo año. A marchar de este momento, la Reforma de Touraine va tocar a las demás provincias francesas y ganar los Países Bajos españoles (con Martin De Hooghe), Alemania y Polonia, esencialmente a marchar de 1633. Con respecto a Philippe, se retirará progresivamente del gobierno, antes de fallecer, el 24 de enero de 1638.

## Espiritualidad
Philippe Thibault estaba resultado un personaje de relevancia en la Iglesia del reino de Francia, un digno representante de la Escuela francesa de espiritualidad. Su dirección de alma era, efectivamente, muy investigada, y se recomendaba por una gran prudencia, particularmente. Aunque inspirado por las enseñanzas de Benoît de Canfield y Juan de San Samson, proponía más a sus hermanos reformados los ejercicios fijos, en el espíritu de la Contrarreforma, como el rezo de las Cuarenta-Horas, el examen de conciencia o la meditación metódica, cuyo desarrollo desembocará de otro lado a un método específico.

## Poseridad
Los primeras biografías de Philippe han sido compuestas por testigos directos de su vida y de su ejemplo : Hugues de Santo-François (1663) y Lézin de Santa-Scholastique (1673). Sus constituciones de 1615 han sido impuestas al conjunto de los carmelitas en 1645. Al principio del XX, han servido todavía de fundamento a las nuevas constituciones de todo el Orden.